# 존 레클레어
존 클라크 레클레어(영어: John Clark LeClair, 1969년 7월 5일~)는 미국의 은퇴한 아이스하키 선수이다. 현역 시절 포지션은 레프트윙으로 내셔널 하키 리그(NHL)의 카나디앵 드 몽레알, 필라델피아 플라이어스, 피츠버그 펭귄스 소속으로 뛰었다. 특히 필라델피아 플라이어스 소속 시절 에릭 린드로스와 미카엘 렌베리와 함께 "멸망의 군단(Legion of Doom)"으로 잘 알려진 라인을 구축하여 전성기를 떨쳤으며, NHL에서 3시즌 연속으로 50골 이상을 기록한 최초의 미국인 선수가 되었다. 그는 16시즌 동안 뛰면서 NHL 통산 967경기 출전, 819득점을 기록했다.
국제 대회에서는 미국 국가대표팀 일원으로 활약하여 1996년 아이스하키 월드컵에서 미국의 우승에 공헌했다. 이후 NHL 선수의 참가가 허용된 1998년 동계 올림픽에 미국 대표팀으로 참가했고, 2002년 동계 올림픽에서 은메달을 획득했다.